# Hollow Rock
Hollow Rock és una població dels Estats Units a l'estat de Tennessee. Segons el cens del 2000 tenia 963 habitants.

## Demografia
Segons el cens del 2000, Hollow Rock tenia 963 habitants, 379 habitatges, i 277 famílies. La densitat de població era de 207,7 habitants/km².
Dels 379 habitatges en un 32,2% hi vivien nens de menys de 18 anys, en un 56,2% hi vivien parelles casades, en un 10,3% dones solteres, i en un 26,9% no eren unitats familiars. En el 24,3% dels habitatges hi vivien persones soles l'11,1% de les quals corresponia a persones de 65 anys o més que vivien soles. El nombre mitjà de persones vivint en cada habitatge era de 2,54 i el nombre mitjà de persones que vivien en cada família era de 3,01.
Per edats la població es repartia de la següent manera: un 26,3% tenia menys de 18 anys, un 7,4% entre 18 i 24, un 27,5% entre 25 i 44, un 23,7% de 45 a 60 i un 15,2% 65 anys o més.
L'edat mediana era de 37 anys. Per cada 100 dones de 18 o més anys hi havia 101,7 homes.
La renda mediana per habitatge era de 27.431 $ i la renda mediana per família de 33.421 $. Els homes tenien una renda mediana de 28.269 $ mentre que les dones 16.429 $. La renda per capita de la població era de 14.119 $. Entorn de l'11,3% de les famílies i el 13,9% de la població estaven per davall del llindar de pobresa.

## Poblacions més properes
El següent diagrama mostra les poblacions més properes.